# Most na suvom

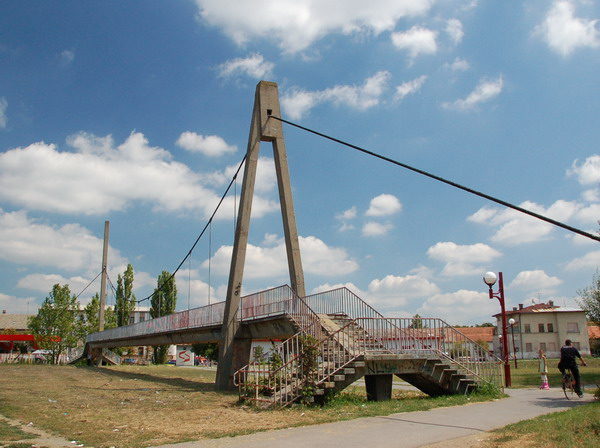
„Trockene Brücke“

Die Most na Suvom oder Suvi Most (serbisch Мост на сувом, Суви мост; deutsch Trockene Brücke) ist eine Fußgängerhängebrücke im serbischen Zrenjanin. Ursprünglich zur Querung des Begej gebaut, überbrückt sie heute kein physisches Hindernis wie Wasser oder ein Tal.

## Geschichte
Die Brücke wurde 1962 nach den Plänen des Architekten Rada Janjatov gebaut. Sie sollte das Stadtzentrum von Zrenjanin mit dem Stadtteil Mala Amerika im Norden verbinden. Der nördliche Pylon ist eine 23 Meter hohe Säule, während der südliche Pylon nur 16 Meter hoch und A-förmig ist. Beide Pylonen bestehen aus Stahl und Beton. Das Hängekabel wurde aus 103 Drähten hergestellt.

## Entfernen des Flusses
1985 entschied der Stadtrat, das zweite Flussbett des Begej zu fluten und damit das erste austrocknen zu lassen. So wurden am heutigen Flussufer Dämme gebaut. Im ehemaligen Flussbett befinden sich jetzt noch einige kleine Seen, das Wasser fließt seitdem jedoch südlich der Altstadt vorbei. Somit verlor die Brücke 23 Jahre nach dem Bau ihren Zweck.

## Situation heute
Im Jahr 2008 plante der Stadtrat die Brücke zu entfernen, da sie 23 Jahre lang keinen Sinn gehabt habe und nun verroste und allgemein in schlechtem Zustand sei. Diese Ankündigung hatte einige Beschwerden zur Folge, da die Brücke zu einem Wahrzeichen der Stadt Zrenjanin geworden ist.

## Weitere Informationen
- Über die Brücke (serbisch)
- Über die Brücke (englisch)

Koordinaten: 45° 22′ 54″ N, 20° 23′ 1″ O